# Paracassina
Paracassina é um gênero de anfíbios da família Hyperoliidae.
As seguintes espécies são reconhecidas:
- Paracassina kounhiensis (Mocquard, 1905)
- Paracassina obscura (Boulenger, 1895)